# Takayuki Miura
Takayuki Miura (jap. 三浦 孝之, Miura Takayuki; * 25. März 1967 in Hachinohe, Präfektur Aomori) ist ein ehemaliger japanischer Eishockeyspieler. Sein jüngerer Bruder Hiroyuki Miura war ebenfalls ein professioneller Eishockeyspieler, ebenso sein Sohn Yuki Miura. 

## Karriere
Takayuki Miura verbrachte seine gesamte Karriere als Eishockeyspieler bei den Seibu Bears Tokyo, für die er von 1985 bis 1998 in der Japan Ice Hockey League aktiv war. Mit der Mannschaft gewann er in den Jahren 1996 und 1997 jeweils den japanischen Meistertitel. 1998 beendete er im Alter von 31 Jahren seine Karriere.  

### International
Für Japan nahm Miura an den Olympischen Winterspielen 1998 in Nagano teil. Zudem stand er im Aufgebot seines Landes bei der A-Weltmeisterschaft 1998, den B-Weltmeisterschaften 1990, 1995 und 1996 und der C-Weltmeisterschaft 1997. Ebenso nahm er am Asien-Cup 1992 teil, den die Japaner gewannen.

## Erfolge und Auszeichnungen
- 1996 Japanischer Meister mit den Seibu Bears Tokyo
- 1997 Japanischer Meister mit den Seibu Bears Tokyo